# بيتر جايلز (مغني)
بيتر جايلز (بالإنجليزية: Peter Giles)‏ هو صحفي الموسيقى ومغني بريطاني، ولد في 15 فبراير 1939.